# Samnaun
Samnaun (retorom. Samagnun, Samignun) – miejscowość i gmina w Szwajcarii, w kantonie Gryzonia, w regionie Engiadina Bassa/Val Müstair. Jest najmniejszą gminą pod względem liczby mieszkańców oraz powierzchni jednocześnie w regionie.
Miejscowość słynie z ośrodka narciarskiego Silvretta Arena, który łączy ją z austriackim Ischgl, a także z jedynej strefy wolnocłowej w Szwajcarii.

## Demografia
W Samnaun mieszkają 784 osoby. W 2020 roku 25,1% populacji gminy stanowiły osoby urodzone poza Szwajcarią. Przeważająca część mieszkańców (93,54%) jest niemieckojęzyczna.

## Transport
Przez teren gminy przebiega droga główna nr 418.